# スティーブ (大気現象)

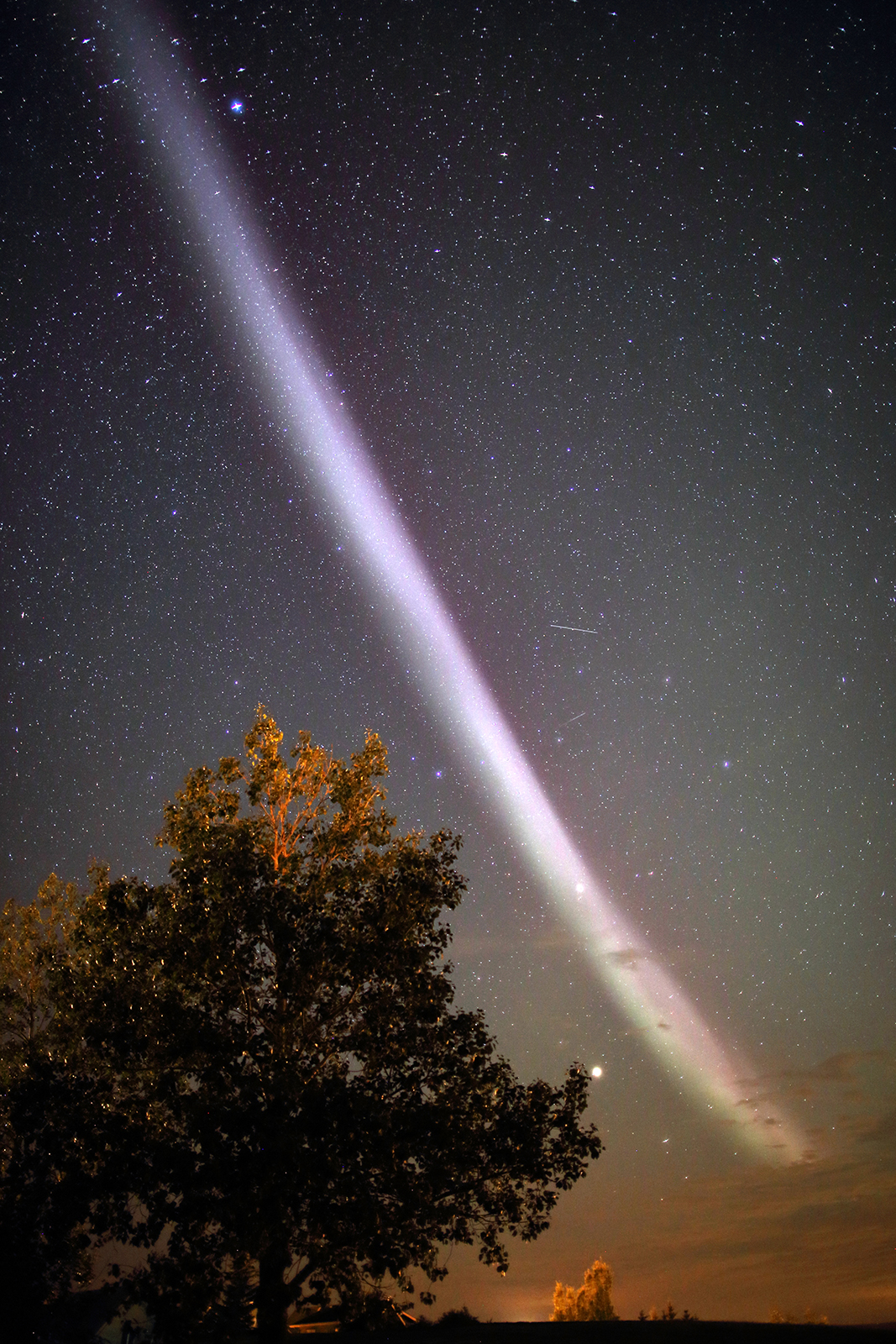
2015年8月17日にアルバータ州リトルボウ・リゾートで撮影されたスティーブの画像（エルフィ・ホール撮影）

スティーブ（STEVE、スティーヴ）は、紫色に輝く光の帯が夜空にみられる大気の発光現象で、カナダ・アルバータ州のオーロラ撮影者らによって発見された。欧州宇宙機関（ESA）の地磁気観測衛星Swarmの観測データを分析した結果によると、スティーブは幅およそ25kmで東西に伸びる高温気体の帯で、地上300kmでの温度は3,000度も上昇し、流速はスティーブの外側の気体が10m/s程度なのに対し、スティーブ内は6km/sと桁違いに速い。スティーブは、実は普遍的に発生している現象だが、最近までその存在は全くと言ってよい程知られていなかった。

## 発見・命名

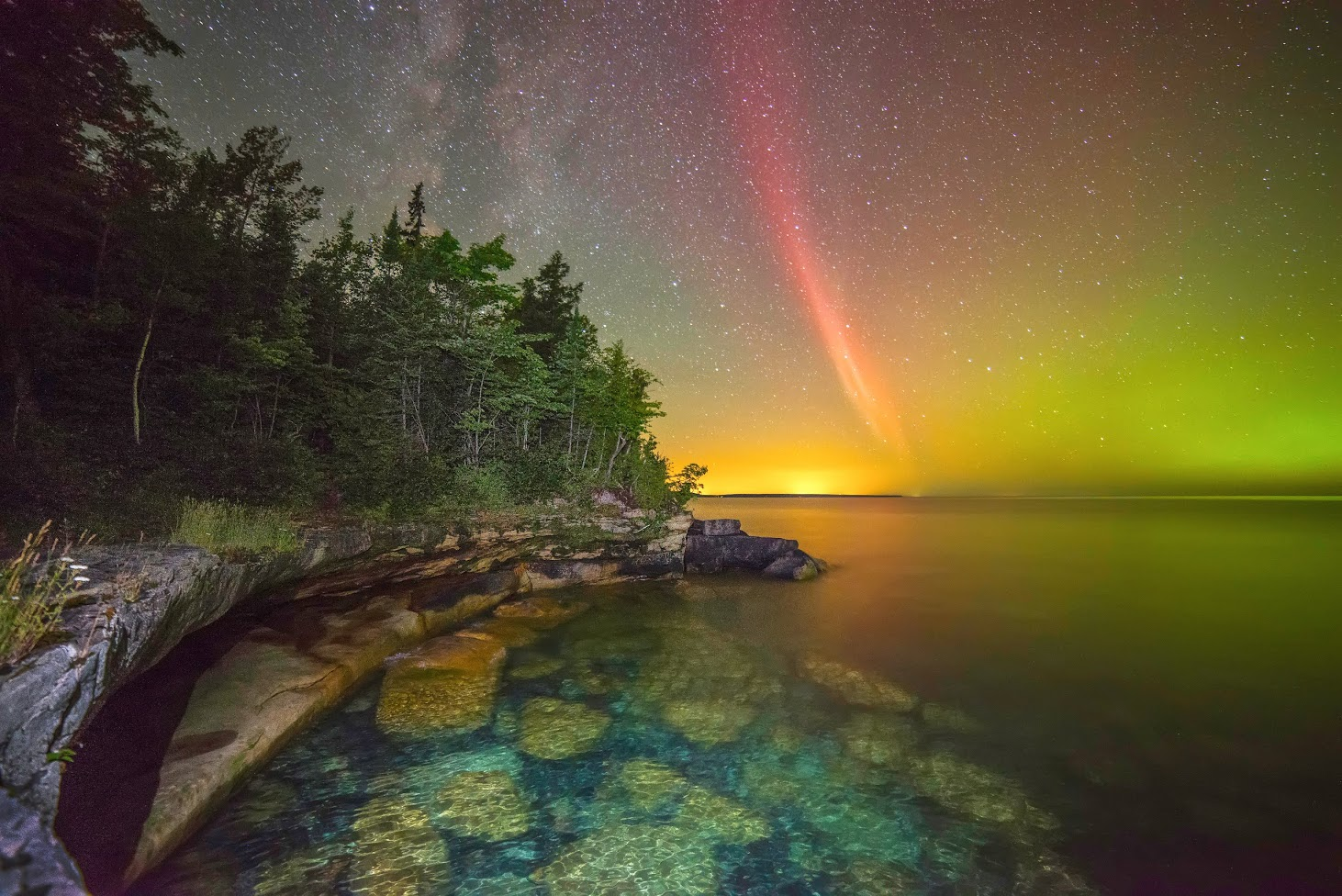
スペリオル湖にかかるスティーブ。原典にプロトンアークとの説明がついているが間違いである。なお、アルバータ・オーロラ・チェイサーズもこの画像がNASAのウェブサイトにプロトンアークとして掲載されていたため、自分たちが追っている現象がプロトンアークだと思い込んでいた。Ken Williams撮影。

この発光現象を発見したのは、アルバータ・オーロラ・チェイサーズ（Alberta Aurora Chasers）という、Facebook上のオーロラ撮影者グループに参加するオーロラ撮影者達で、彼らは発見から暫くは、この現象を「プロトンアーク」と呼ばれる陽子のオーロラ現象であると思っていた。
しかし、撮影された画像をみたカルガリー大学の地球物理学者ドノヴァンは、この発光現象がプロトンアークではないと指摘した。なぜならば、陽子オーロラは肉眼でみえる現象ではなく、構造上の特徴も撮影された光の帯とは異なるからである。
オーロラ撮影者の一人で、アルバータ・オーロラ・チェイサーズの管理者を務めるラツラフは、この現象がプロトンアークではないと知ると、映画"Over the Hedge"（邦題『森のリトル・ギャング』）中で、突如現れた生垣の正体に悩む動物達が、生垣を"Steve"と呼ぶことにした場面に着想を得て、この発光現象を"Steve"と呼ぶことを提案した。
その後、正体のよくわかっていないこの異常な「オーロラ」は、オーロラ追跡の市民科学事業「オーロラサウルス（Aurorasaurus）」上で、2年間に30件以上の発生が報告された。
考案者のラツラフは、Steveは科学的名称が決まるまでの仮名と考えていたが、オーロラサウルスを主催するNASAゴダード宇宙飛行センターの地球物理学者マクドナルドが、"Sudden Thermal Emission from Velocity Enhancement"をSTEVEとするバクロニムを考えると、NASAも"Strong Thermal Emission Velocity Enhancement"として採用し、STEVEがこの現象の公的な名称に決まった。

## 発生・原因
スティーブの光は、一見オーロラ状にみえるが、通常のオーロラとは色や持続時間、観測できる場所といった特徴が明らかに異なっている。スティーブの外見的な特徴をまとめると、以下のようなものになる（観測実績については、いずれも2018年3月現在）。
- スティーブは、オーロラよりも赤道寄りの地域でみることができ、イギリス、カナダ、アラスカ、アメリカ北部、ニュージーランドで観測が報告されている。
- スティーブは、東西方向に何百km、何千kmにもわたって細長く伸びてみえる。
- スティーブの発光は、紫色を基調とし、時には緑色のピケットフェンス状の光を伴って、概ね20分から1時間程度で消滅する（オーロラは、緑を基調に赤や青が目立ち、数時間継続する）。
- スティーブが観測されたときは、必ずオーロラも出現している（オーロラには、スティーブを伴わないものがある）。
- スティーブは、10月から2月の間は観測報告がなく、NASAはスティーブが特定の季節に起こる現象かもしれないとしている。

ドノヴァンは、カルガリー大学とカリフォルニア大学バークレー校が運用するオーロラ観測用全天撮像装置網のデータと、アルバータ・オーロラ・チェイサーズが撮影した写真などから、スティーブ発生時に発生地点上空をSwarm衛星が通過した機会を突き止め、Swarm衛星の測定データを調べることで、スティーブの特徴の一端を明らかにした。
2018年3月、マクドナルド、ドノヴァンらはその成果を"Science Advances"誌に発表。スティーブが発生している領域では、西向きに最大5.5km/sという高速でイオンが流れ、領域内での電子温度は最高で6,000Kに達する一方、電子の密度は2-3割に低下していることが示された。これらの特徴は、スティーブが、電離層の狭い緯度幅にみられる西向きの高速イオン流「サブオーロラ帯イオンドリフト（Subauroral Ion Drift、SAID）」に関係した現象であることを示唆する。スティーブが冬季に観測されていない点も、SAIDが発生する季節の傾向と合っている。SAIDに伴い光学的な現象が発生することはそれまで知られておらず、スティーブはSAIDに関係して発生した光学的な現象が、史上初めて記録された例とみられる。